# Dream Evil (gruppo musicale)
I Dream Evil sono un gruppo musicale power metal svedese fondato da Fredrik Nordström e Gus G. nel 1999.

## Storia
Il produttore Fredrik Nordström aveva l'ambizione di creare una propria band metal da molto tempo ma ha avuto notevoli difficoltà nel trovare musicisti con le sue stesse idee musicali. Durante una vacanza nelle isole greche nel 1999 incontrò il giovane chitarrista Gus G.. Nonostante la differenza di età di quasi una decade i due andarono musicalmente d'accordo e iniziarono a progettare la fondazione di una band.
La prima persona alla quale chiesero di unirsi al loro progetto fu il batterista Snowy Shaw (precedentemente con King Diamond e Mercyful Fate) che però inizialmente rifiutò. Successivamente si ricredette e accettò di suonare i pezzi dell'album di debutto.
Nordström contattò il cantante Niklas Isfeldt che aveva conosciuto quando fece il corista per gli HammerFall prodotti dallo stesso Fredrik. Niklas accettò immediatamente e propose con successo di portare con sé il suo amico di lunga data Peter Stålfors in qualità di bassista.
La band trovò un contratto con la Century Media Records e scelsero di chiamarsi Dragonslayer ripercorrendo i testi delle loro canzoni pregni di leggende fantastiche e medievali scritti da Gus e Nordström. L'etichetta però non trovò quel nome abbastanza originale e il gruppo optò per il nome Dream Evil ispirandosi all'album dello storico gruppo Dio.
Nel 2002 pubblicarono il loro primo album intitolato Dragonslayer.
A dicembre 2008 rivelano di essere al lavoro sul quinto disco, intitolato, prima provvisoriamente e poi in maniera definitiva, In the Night. L'album verrà pubblicato a fine gennaio 2010 in Europa e Nord America nuovamente sotto Century Media.
A febbraio 2010 hanno fatto da supporto agli Stratovarius nelle loro date tedesche e svedesi assieme ai Tracedawn e, lo stesso mese, viene confermata la loro presenza all'annuale edizione del Summer Breeze Festival. A marzo viene confermata la loro presenza allo Sweden Rock Festival e la partecipazione come band di supporto ad alcune date a maggio degli HammerFall nel Regno Unito.
Il 7 marzo 2017 il gruppo annuncia l'album Six, pubblicato il 26 maggio 2017. Il 31 marzo viene pubblicato il videoclip per il brano Dream Evil, primo singolo estratto.

## Stile e influenze
Lo stile dei Dream Evil è molto influenzato dall'hard rock e dall'heavy metal degli anni ottanta. Nei primi due album l'influenza del power metal è notevole e da The Book of Heavy Metal l'influenza di gruppi metal classici come Judas Priest, Iron Maiden e Saxon si fa sempre più evidente. Per alcuni brani la band si è avvalsa di componenti sinfonici e orchestrali.

## Formazione

### Formazione attuale
- Niklas Isfeldt - voce (1999-2005, 2006-presente)
- Markus Fristedt - chitarra solista (2004-2007, 2013-presente)
- Fredrik Nordström - chitarra ritmica, tastiera (1999-presente)
- Peter Stålfors - basso (1999-2005, 2006-presente)
- Sören Fardvik - batteria (2019-presente)

### Ex componenti
- Jake E. Lundberg - voce (2005)
- Gus G. - chitarra solista (1999-2004)
- Daniel Varghamne - chitarra solista (2007-2013)
- Tommy Larsson - basso (2005)
- Snowy Shaw - batteria (1999-2006)
- Patrik Jerksten - batteria (2006-2019)

## Discografia

### Album in studio
- 2002 – Dragonslayer
- 2003 – Evilized
- 2004 – The Book of Heavy Metal
- 2006 – United
- 2010 – In the Night
- 2017 – Six
- 2024 – Metal Gods

### Album dal vivo
- 2008 – Gold Medal in Metal (Alive & Archive)

### EP
- 2003 – Children of the Night
- 2004 – The First Chapter

### Partecipazioni in raccolte
- 2007 – Covering 20 Years of Extreme